# Filippo Maria de Monti
Filippo Maria de Monti (Bologna, 23 marzo 1675 – Roma, 17 gennaio 1754) è stato un cardinale italiano.

## Biografia
Nacque il 23 marzo 1675 a Bologna.
È stato segretario di Propaganda Fide.
È stato creato cardinale da papa Benedetto XIV nel concistoro del 9 settembre 1743.
Morì il 17 gennaio 1754 all'età di 78 anni.